# مقاطعة واشنطن (نبراسكا)
قاطعة واشنطن هي إحدى مقاطعات ولاية نبراسكا الأمريكية. اعتبارًا من تعداد الولايات المتحدة لعام 2010، كان عدد السكان 20،234. مقرها مقاطعة بلير. مقاطعة واشنطن هي جزء من منطقة أوماها - كاونسل بلافز، شمال شرق- آي أي منطقة إحصائية متروبوليتان Metropolitan Statistical Area. في نظام لوحة ترخيص نبراسكا، يتم تمثيل مقاطعة واشنطن بالبادئة 29 (كان لديها المركز التاسع والعشرون من حيث أكبر عدد من المركبات المسجلة في المقاطعة عندما تم إنشاء نظام لوحة الترخيص في عام 1922).

## تاريخ
تقع مقاطعة واشنطن في شرق ولاية نبراسكا على نهر ميسوري. تم استكشافه من قبل الأوروبيين في وقت مبكر من عام 1739 من قبل بيير أنطوان وبول ماليت،  الذين كانوا في رحلة استكشافية إلى كندا. في عام 1804، أبلغ لويس وكلارك عن إنشاء حكومة الولايات المتحدة الجديدة إلى مجلس من الزعماء الهنود بالقرب من الموقع الحالي لحصن كالهون. نتيجة لهذا المجلس، تم إنشاء Fort Atkinson في عام 1819 وشكلت موقعًا رئيسيًا في الغرب الأوسط حتى عام 1827.
كانت أول مستوطنة دائمة في مقاطعة واشنطن في عام 1854. في نفس العام، تم تنظيم المقاطعة كواحدة من المقاطعات الثماني الأصلية التي أعلنها القائم بأعمال الحاكم توماس بي. أعيد تنظيمه عام 1855. كان مقر المقاطعة في ثلاث مدن مختلفة: Fort Calhoun و DeSoto و Blair، موقعها الحالي منذ عام 1869.
تم إغلاق محطة Fort Calhoun لتوليد الطاقة النووية جنوب بلير، والتي كانت أصغر مفاعل نووي تجاري في أمريكا الشمالية من حيث القدرة المقدرة، في أكتوبر 2016 لبدء إيقاف التشغيل. تم وضع نظام مرتبط بصفارات الإنذار في الجزء الجنوبي الشرقي من المقاطعة لإخطار الطوارئ في حالة حدوث مشكلة في المحطة.
يقع موقع إطلاق صواريخ أطلس (الموقع ب)، الذي كان مرتبطًا سابقًا بقاعدة أوفت الجوية وتم تعطيله في الستينيات، شرق أرلينغتون.

## جغرافية
مقاطعة واشنطن تقع على الجانب الشرقي من نبراسكا. يتاخم خط حدودها الشرقي خط الحدود الغربية لولاية أيوا، عبر نهر ميسوري. يتدفق نهر Elkhorn باتجاه الجنوب الشرقي على طول الحدود الجنوبية الغربية للمقاطعة، ويتدفق الصرف الأصغر، نهر Little Papillon ، جنوبًا عبر الجزء الأوسط من المقاطعة ، ويصب في خزان Glenn Cunningham جنوب المقاطعة. تتكون تضاريس المقاطعة من تلال منخفضة منحدرة منحدرة إلى الشرق، مع تآكل العديد من قنوات الصرف في الجزء الشرقي المنحدر إلى النهر. المناطق المستوية في المقاطعة مكرسة إلى حد كبير للزراعة. تبلغ مساحة المقاطعة 393 ميل مربع (1,020 كـم2)، منها 390 ميل مربع (1,000 كـم2) هي الأرض و 3.2 ميل مربع (8.3 كـم2) (0.8٪) ماء. إنها خامس أصغر مقاطعة في ولاية نبراسكا من حيث المساحة.

### المقاطعات المجاورة
- Burt County - north
- مقاطعة هاريسون (آيوا) - northeast
- مقاطعة بوتاواتامي (آيوا) - southeast
- Douglas County - south
- Dodge County - west

### مناطق محمية
- Boyer Chute National Wildlife Refuge
- DeSoto National Wildlife Refuge (part)
- Fort Atkinson State Historical Park  [لغات أخرى]‏
- Neale Woods Nature Center (partial)[20]

## مجتمعات

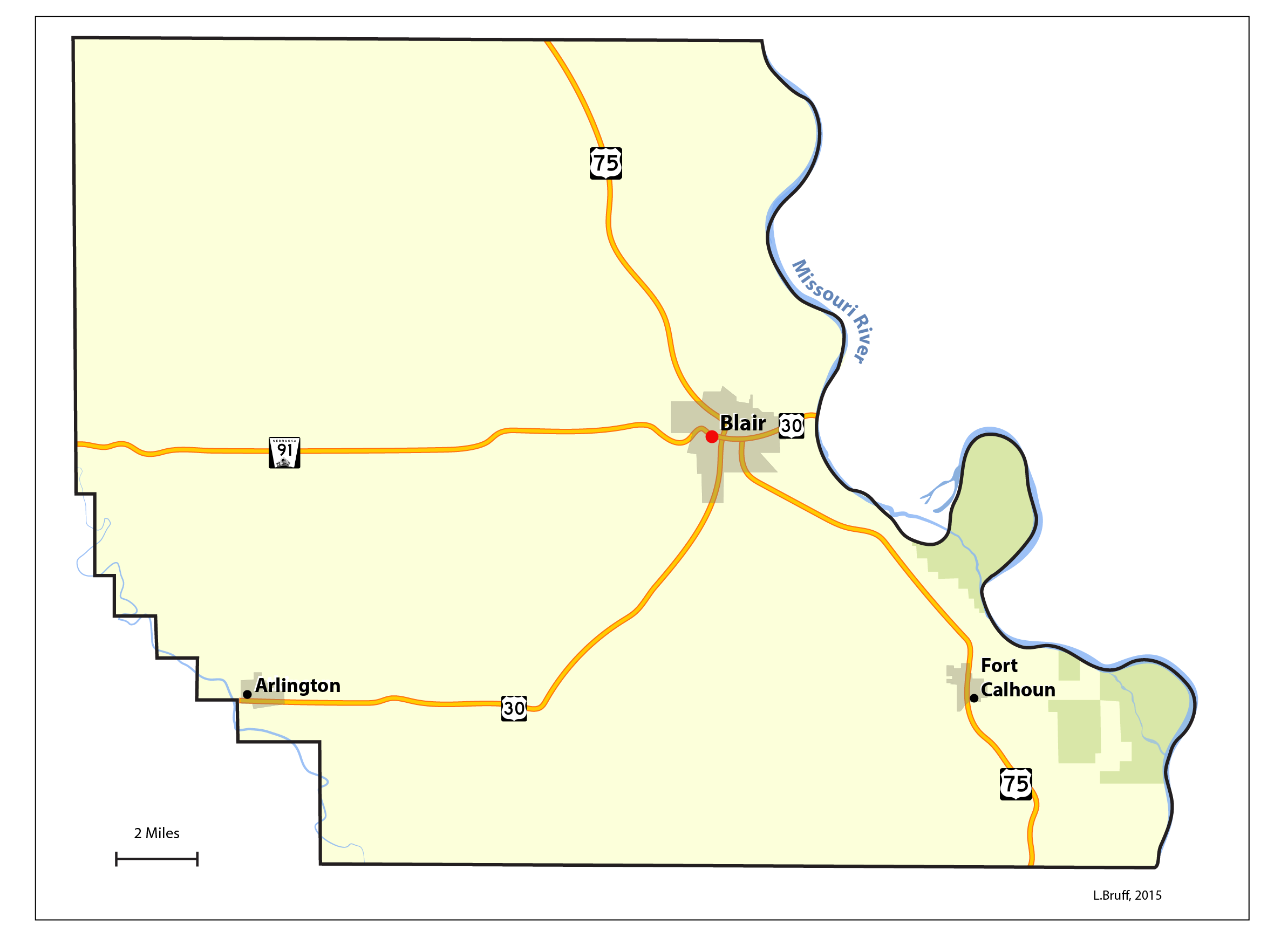
مقاطعة واشنطن

### مدن
- بلير (مقر المقاطعة)
- حصن كالهون

### المكان المخصص للتعداد
- فونتانيلي

### مجتمعات غير مدمجة
- De Soto  [لغات أخرى]‏
- Nashville
- Orum
- Spiker
- Telbasta

### البلدات
- Fort Calhoun  [لغات أخرى]‏
- Richland
- Herman
- Township 6  [لغات أخرى]‏
- Arlington

## سياسة
ناخبو مقاطعة واشنطن جمهوريون يمكن الاعتماد عليهم. في انتخابات وطنية واحدة فقط منذ عام 1936 ، اختارت المقاطعة مرشح الحزب الديمقراطي (اعتبارًا من عام 2020).